# Bisdom Portland
Het bisdom Portland (Latijn: Dioecesis Portlandensis) is een rooms-katholiek bisdom met als zetel Portland, in de Amerikaanse staat Maine. Het bisdom is suffragaan aan het aartsbisdom Boston. 

## Geschiedenis
Het bisdom werd opgericht op 29 juli 1853, uit delen van het bisdom Boston, en was suffragaan aan het aartsbisdom New York. Op 12 februari 1875 veranderde het van kerkprovincie en werd suffragaan aan het aartsbisdom Boston. Op 15 april 1884 verloor het gebied bij de oprichting van het bisdom Manchester. 

## Parochies
Het bisdom had in 2021 een oppervlakte van 85.541 km2 en telde 1.354.520 inwoners waarvan 21,0% rooms-katholiek was.

## Bisschoppen
- Henry Benedict Coskery (29 juli 1853 - niet in bezit genomen)
- David William Bacon (23 januari 1855 - 5 november 1874)
- James Augustine Healy (12 februari 1875 - 5 augustus 1900)
- William Henry O’Connell (14 mei 1901 - 7 februari 1906)
- Louis Sebastian Walsh (22 augustus 1906 - 12 mei 1924)
- John Gregory Murray (29 mei 1925 - 29 oktober 1931)
- Joseph Edward McCarthy (13 mei 1932 - 8 september 1955)
- Daniel Joseph Feeney (8 september 1955 - 15 september 1969; hulpbisschop sinds 22 juni 1946, apostolisch administrator sinds 27 juli 1948, coadjutor sinds 4 maart 1952)
- Peter Leo Gerety (15 september 1969 - 25 maart 1974; coadjutor sinds 4 maart 1966, apostolisch administrator sinds 18 februari 1967)
- Edward Cornelius O’Leary (16 oktober 1974 - 27 september 1988; hulpbisschop sinds 16 november 1970)
  - Amédée Wilfrid Proulx (hulpbisschop: 16 september 1975 - 22 november 1993)
- Joseph John Gerry (21 december 1988 - 10 februari 2004)
  - Michael Richard Cote (hulpbisschop: 9 mei 1995 - 11 maart 2003)
- Richard Joseph Malone (10 februari 2004 - 29 mei 2012)
- Robert Peter Deeley (18 december 2013 - 13 februari 2024)
- James Thomas Ruggieri (13 februari 2024 - heden)

## Galerij van afbeeldingen

Wapen van het bisdom
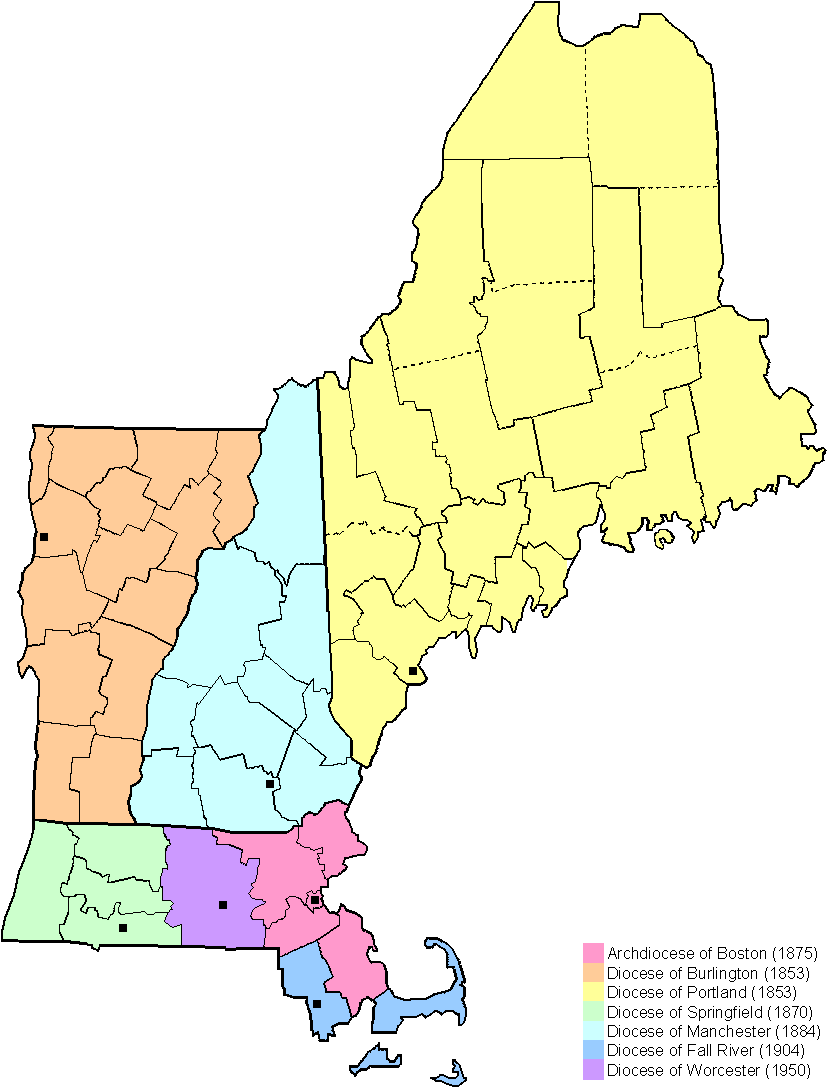
Kerkprovincie met aartsbisdom en suffragane bisdommen
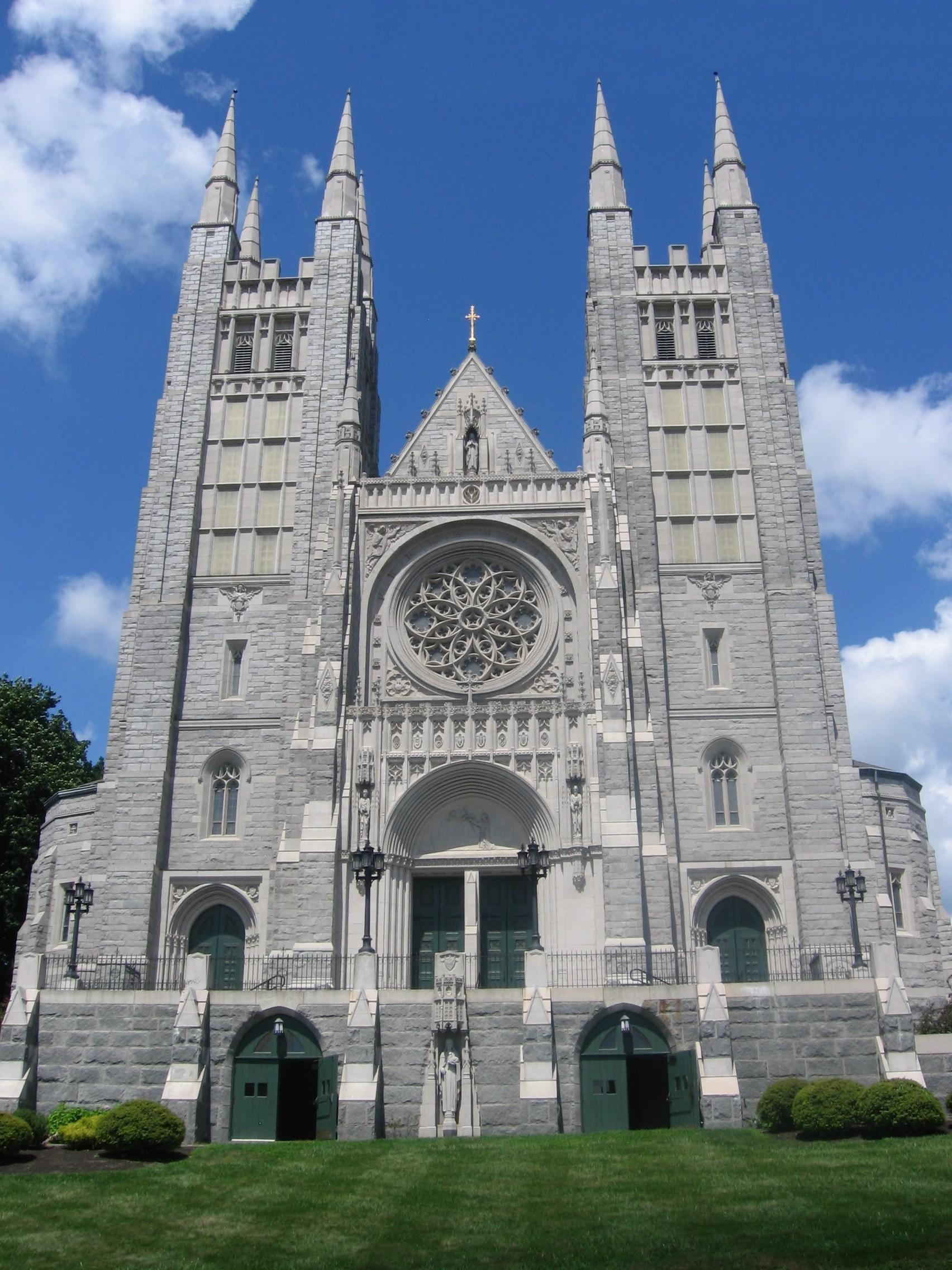
Basilica of Saints Peter and Paul in Lewiston
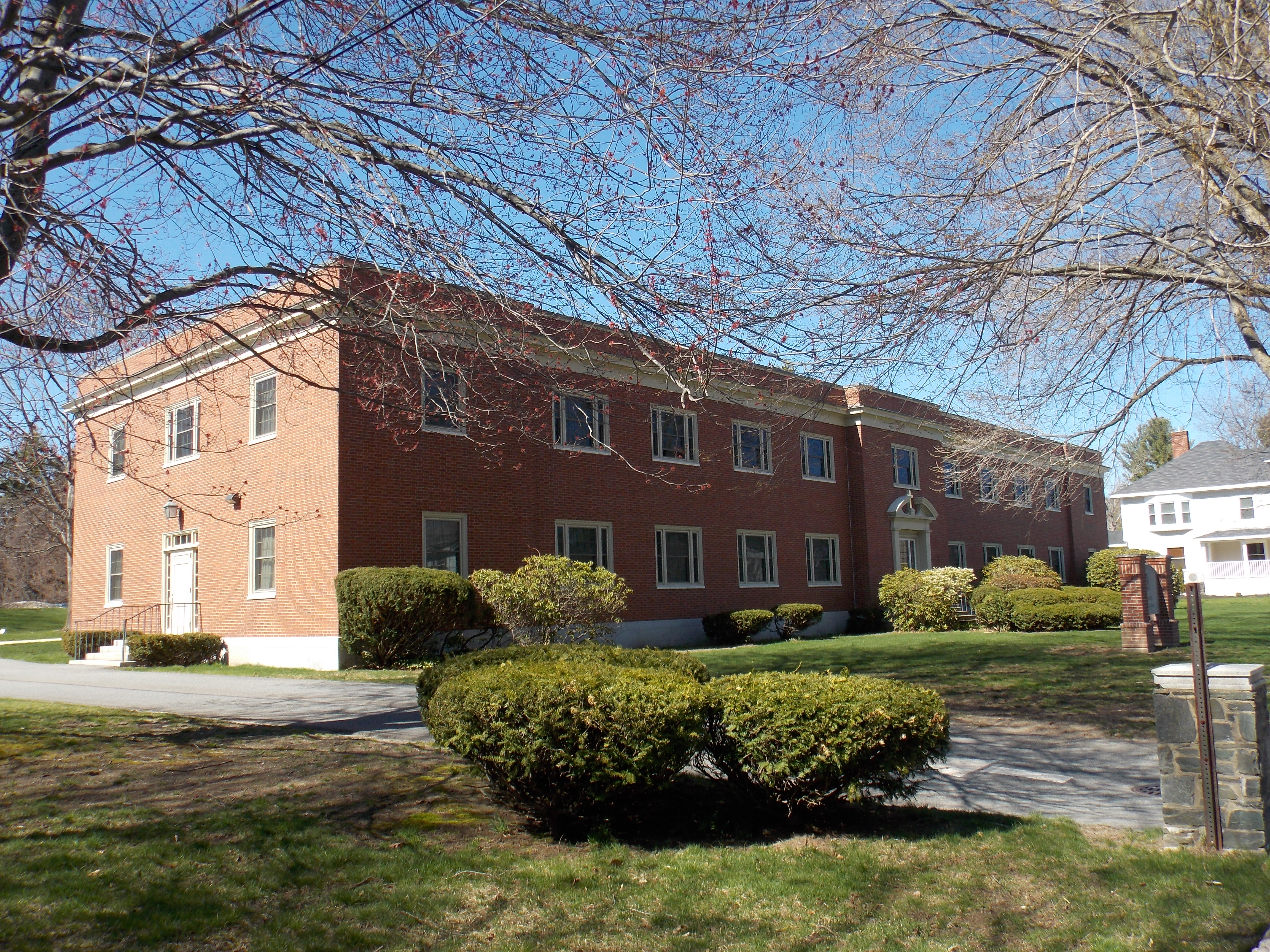
Pastoraal centrum

Boston (aartsbisdom) · Burlington · Fall River · Manchester · Portland · Springfield in Massachusetts · Worcester